# Inteligência em répteis

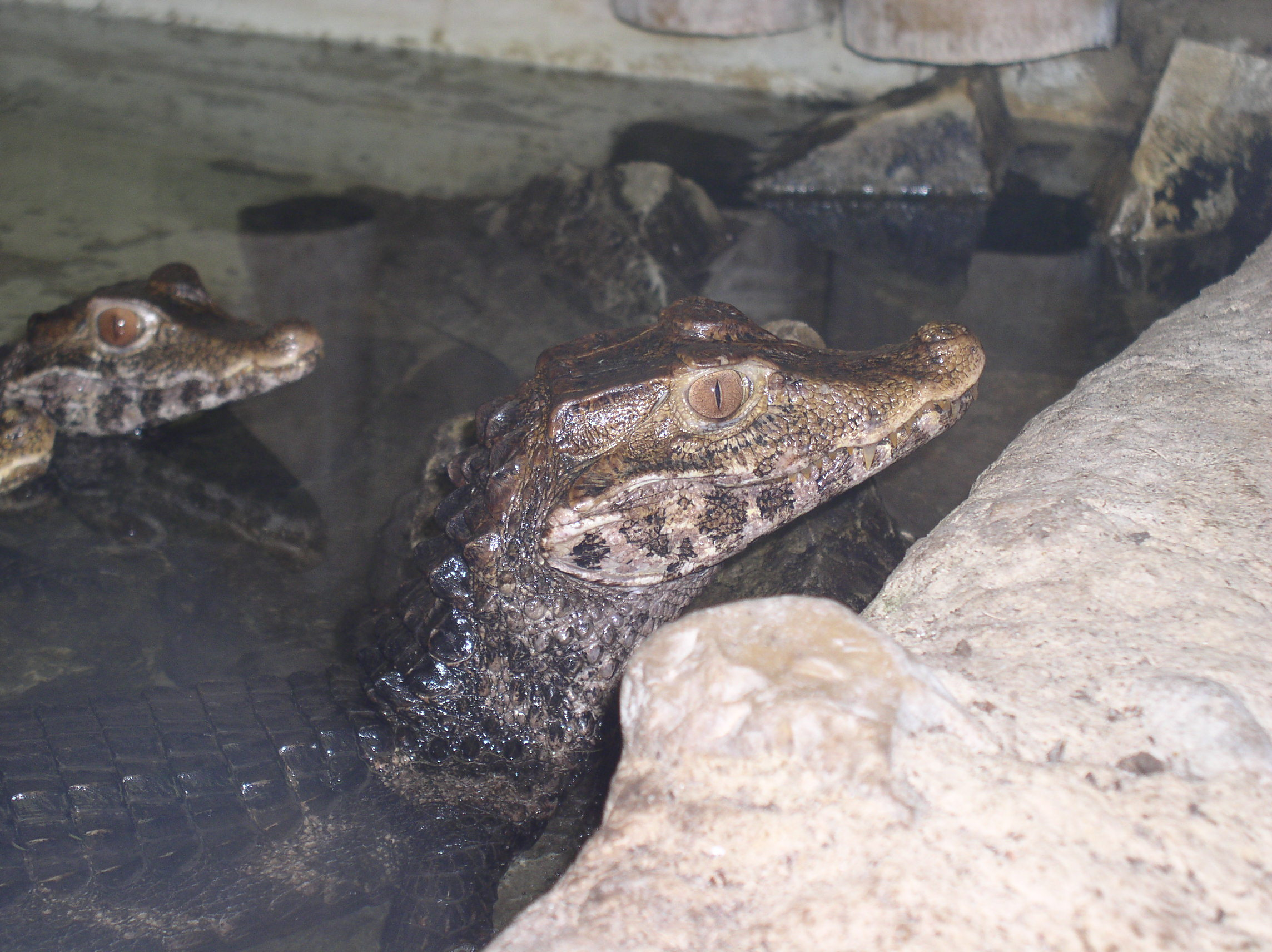
Dois jacarés-anões foram capazes, após treinamento, de reconhecer seus próprios nomes num aquário na região de Cheshire, na Grã-Bretanha.

Os estudos da inteligência em répteis têm demonstrado que tais animais são dotados de um aparato cognitivo capaz de lhes propiciar diversas ações que podem ser compreendidas como sinais de inteligência, como por exemplo ser capaz de reconhecer os nomes que lhe são dados, chegando a ocupar o terceiro lugar na escala animal, depois dos mamíferos e aves.